# 斯維塔諾克 (扎波羅熱州)
斯維塔諾克（羅馬化：Svitanok）是位於烏克蘭南部扎波羅熱州扎波羅熱区希羅凱市鎮的村莊。該村始建於1932年，面積4.6平方公里，海拔高度113米，2001年人口268，人口密度每平方公里58.3人。